# Municipio de Campbell (condado de Emmons)
El municipio de Campbell (en inglés: Campbell Township) es un municipio ubicado en el condado de Emmons en el estado estadounidense de Dakota del Norte. En el año 2010 tenía una población de 65 habitantes y una densidad poblacional de 0,68 personas por km².

## Geografía
El municipio de Campbell se encuentra ubicado en las coordenadas 46°35′46″N 99°59′21″O / 46.59611, -99.98917. Según la Oficina del Censo de los Estados Unidos, el municipio tiene una superficie total de 95.17 km², de la cual 90,19 km² corresponden a tierra firme y (5,23 %) 4,97 km² es agua.

## Demografía
Según el censo de 2010, había 65 personas residiendo en el municipio de Campbell. La densidad de población era de 0,68 hab./km². De los 65 habitantes, el municipio de Campbell estaba compuesto por el 93,85 % blancos, el 1,54 % eran afroamericanos y el 4,62 % eran de una mezcla de razas. Del total de la población el 0 % eran hispanos o latinos de cualquier raza.